# Дмитрівська сільська рада (Бердянський район)
| Дмитрівська сільська рада — колишній орган місцевого самоврядування у Бердянському районі Запорізької області з адміністративним центром у с. Дмитрівка. Сільській раді були підпорядковані населені пункти: - с. Дмитрівка - с. Шевченка |

## Склад ради
Рада складалася з 20 депутатів та голови.

## Керівний склад сільської ради
| ПІБ                     | Основні відомості                                                                       | Дата обрання | Дата звільнення |
| ----------------------- | --------------------------------------------------------------------------------------- | ------------ | --------------- |
| Кісь Любов Валентинівна | Сільський голова, 1961 року народження, освіта, член Соціалістичної партії України      | 26.03.2006   | 31.10.2010      |
| Кісь Любов Валентинівна | Сільський голова, 1961 року народження, освіта середня спеціальна, член Партії регіонів | 31.10.2010   |                 |

Примітка: таблиця складена за даними джерела